# 埃爾斯沃思地

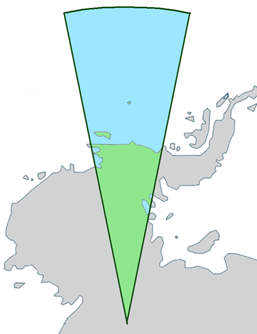
埃爾斯沃思地位置

南極地圖左侧标注有埃爾斯沃思地(Ellsworth Land)

埃爾斯沃思地是南極洲大陸的一部分，以瑪麗伯德地為西界，北臨別林斯高晉海，東北面是南極半島，東接龍尼冰架（Ronne Ice Shelf），是大型的冰源和埃爾斯沃思山脈（Ellsworth Mountains）和斯凱夫山脈（Scaife Mountains）。埃爾斯沃思地涵蓋103°24'W至79°45'W區域，沒有國家聲稱擁有90°W以西主權，智利聲稱擁有90°W以東主權，英國則聲稱擁有84°W以東英屬南極領地的主權。
75°30′S 80°00′W / 75.500°S 80.000°W